# Bílá Cholunica
Bílá Cholunica (rusky Белая Холуница [Belaja Cholunica]) je řeka v Kirovské oblasti v Rusku. Je dlouhá 160 km. Povodí řeky je 2800 km².

## Průběh toku
Pramení na západě Hornokamské vysočiny. Protéká zvlněnou krajinou. Ústí zleva do Vjatky (povodí Kamy).

## Vodní režim
Zdrojem vody jsou převážně sněhové srážky. Průměrný roční průtok vody ve vzdálenosti 42 km od ústí činí 13,3 m³/s. Zamrzá v listopadu a rozmrzá v dubnu

## Využití
Je splavná pro vodáky. Leží na ní město Belaja Cholunica.